# Polycera faeroensis
Espèce
Polycera faeroensis est une espèce d'opisthobranche nu, appartenant au groupe Nudibranchia (qui comprend certains des animaux les plus colorés dans le milieu marin). Un individu de cette espèce a été observé pour la première fois en juin 1899, dans un chenal profond entre les îles Nólsoy et Eysturoy (aux îles Féroé). L'expert danois Henning Lemche a décrit cette espèce dans The Zoology of the Faroes en 1929.
Le mollusque retrouvé est en bien mauvais état, mais la forme et la taille de sa râpe linguale montrent qu'il s'agit bien d'une nouvelle espèce. Ultérieurement, il s'avère que cette espèce est plus grande (jusqu'à 45 mm de long) que d'autres espèces proches (20 à 25 mm). Elle possède souvent plus de huit tentacules céphaliques, contre quatre à six chez son cousin P. quadrilineata.

## Philatélie

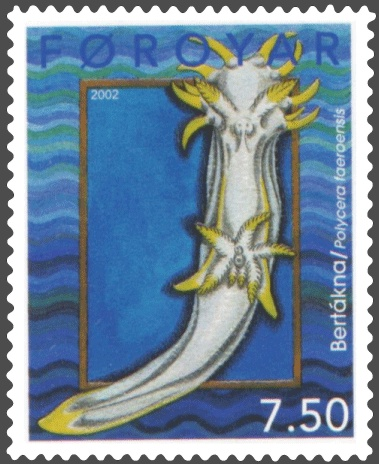
Timbre des îles Féroé.